# شوابروک
شوابروک (به آلمانی: Schwabbruck) یک شهر در آلمان است که در بایرن واقع شده‌است.

## خصوصیات
شوابروک ۷٫۳۴ کیلومترمربع مساحت دارد ۷۳۳ متر بالاتر از سطح دریا واقع شده‌است.